# Helga Weichmann-Schaum
Helga Weichmann-Schaum (* 26. Mai 1932 in Rothenburg; † 6. Februar 2016 in Regensburg) war eine deutsche Fotografin.

## Leben
Weichmann arbeitete als Industriefotografin in Hannover und absolvierte dann ein Studium an der Staatlichen Höheren Fachschule für Photographie Köln bei Pan Walther und Otto Steinert. Sie arbeitete in Köln als Theaterfotografin und war Sekretärin der Deutschen Gesellschaft für Photographie (DGPh). 1958 heiratete sie den 2013 gestorbenen Metallbildhauer Rudi Weichmann, mit dem sie zwei gemeinsame Söhne bekam, und arbeitete dann freischaffend.
Von 1965 bis 1997 hatte sie einen Lehrauftrag für Fotografie am Berufsbildungszentrum Regensburg und war von 1974 bis 1986 Vorsitzende des Berufsbildungsausschusses des Centralverbands Deutscher Berufsphotographen. Ferner war sie bis zuletzt Mitglied der DGPh und im BBK Nordbayern/Oberpfalz.
Ihre Bilder waren unter anderem seit 1987 wiederkehrend im Rahmen der Großen Ostbayerischen Kunstausstellungen (GOK) des BKK Niederbayern/Oberpfalz zu sehen. Einige ihrer Arbeiten befinden sich im Besitz der Sparkasse Regensburg und des Museums der Stadt Regensburg. Nennenswerte Einzelausstellungen hatte sie in Regensburg (beispielsweise im Leeren Beutel), in Düsseldorf, in Passau, in Cham (Städtische Galerie im Cordonhaus) und in Warschau.